# Ala Janosz
Ala Janosz – debiutancka płyta polskiej wokalistki Alicji Janosz. Płyta została wydana 4 listopada 2002 roku. Wydawnictwo promowały 2 single. Album dotarł do 3. miejsca listy OLiS.

## Lista utworów
1. Zmień siebie
2. Zbudziłam się
3. Którędy muszę iść
4. Boisz się
5. Najpiękniejsze na ziemi
6. Malutkie
7. Oddycham
8. Scenariusz
9. Lepiej wierzyć
10. Pani-ka
11. Matka Natalya od aniołów
12. Bonus track: Skłamałam